# Szabadság és Szolidaritás
A Szabadság és Szolidaritás (szlovákul Sloboda a Solidarita, röviden SaS vagy SASKA) egy klasszikus liberális politikai párt Szlovákiában. 2009-ben alapította Richard Sulík közgazdász, aki 2024-ig a párt elnöke volt.
A pénzügyi konzervativizmuson túl a párt szociálisan liberális, beleértve az egyéni szabadságjogokat, a drogtörvényeket és az azonos neműek házasságát.

## A párt története

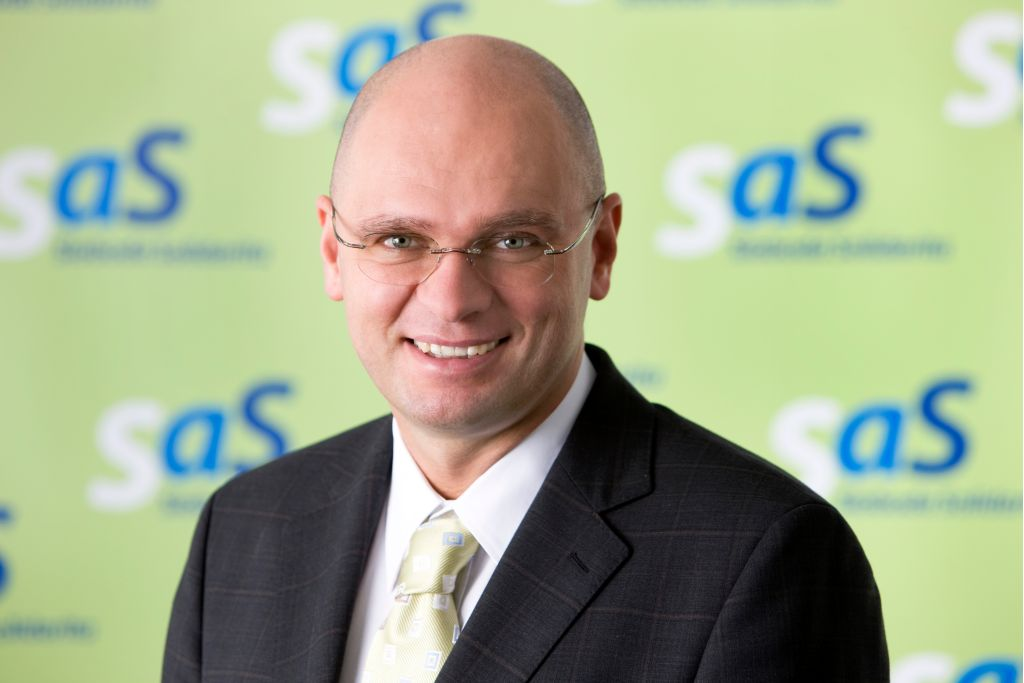
Richard Sulík korábbi pártelnök

A párt 2009 és 2023 között használt logója

A pártnak a 2023-as parlamenti választáson használt logója, amelyen SASKA néven indultak

Richard Sulík két pénzügyminiszternek, Ivan Miklošnak és Ján Počiateknek is speciális tanácsadója volt, akikkel egy egyszerűsített adórendszert alkottak meg. 2008. október 10-én jelentette be először, hogy pártot fog alapítani, mely a gazdasági szabadság iránt lesz elkötelezett. Miután megszerezték a párt alapításához szükséges 10 000 aláírást, 2009 februárjában megalapították a pártot. Legelső megmérettetésük a 2009-es európai parlamenti választás volt, amelyen 4,71%-os eredményt értek el, amely ugyan nem volt elég az EP-be jutáshoz, de mindössze 3 hónappal a párt létrejötte után sikerült megközelíteniük az 5%-os küszöböt. A párt célja ekkor a 2010-es parlamenti választáson a parlamentbe jutás volt, és 2014-re a kormányba való jutás.
A párt alapító kongresszusán Pozsonyban Richard Sulíkot a párt elnökének választották, Jana Kiššová lett az alelnök. A SaS a párkányi polgármestert, a Régiók Bizottsága tagját, Ján Oravecet jelölte a 2009-es európai parlamenti választásokon. A párt Iveta Radičovát támogatta az elnökválasztáson.
A párt a 2010-es szlovákiai parlamenti választáson elért 12,14%-os eredményével nem csak a parlamentbe sikerült bejutnia, hanem a második legnagyobb kormányerővé vált. Részt vett a Radičová-kormányban. 2011-ben azonban a párt nem támogatta a kormányfőt az általa bizalmi szavazássá tett döntésben a Görögországnak nyújtandó európai pénzügyi mentőcsomagról, így a kormány megbukott. Az új választásra megfeleződött támogatottságuk: csupán 5,88%-ot értek el, ami 11 mandátumot jelentett, és ellenzékbe kényszerültek.
2013 áprilisában Jozef Kollár, a párt egyik képviselője alulmaradt Sulíkkal szemben a pártelnökválasztáson. A képviselő más irányt szeretett volna szabni a szövetségeseit vesztett és emiatt gyengélkedő pártnak. Mivel ez nem sikerült, 2013. október 11-én négy képviselőtársával együtt kilépett a pártból, ezzel megszűnt a parlamenti frakció. A 2014-es európai parlamenti választáson egy mandátumot szereztek, melyet a pártelnök foglalt el. 2015 januárjában két képviselő átlépett hozzájuk, így ismét lett parlamenti frakciójuk.

## Választási eredmények

### Parlamenti választások
| Választások | Szavazatok száma | Szavazatok aránya | Mandátumok száma | Mandátumok aránya | Parlamenti szerepe |
| ----------- | ---------------- | ----------------- | ---------------- | ----------------- | ------------------ |
| 2010-es     | 307 287          | 12,14%            | 22               | 14,67%            | kormánypárt        |
| 2012-es     | 150 266          | 5,88%             | 11               | 7,33%             | ellenzék           |
| 2016-os     | 315 558          | 12,10%            | 21               | 14%               | ellenzék           |
| 2020-as     | 179 246          | 6,22%             | 13               | 8,67%             | kormánypárt        |
| 2023-as     | 187 645          | 6,32%             | 11               | 7,3%              | ellenzék           |

#### A szavazatok területi megoszlása

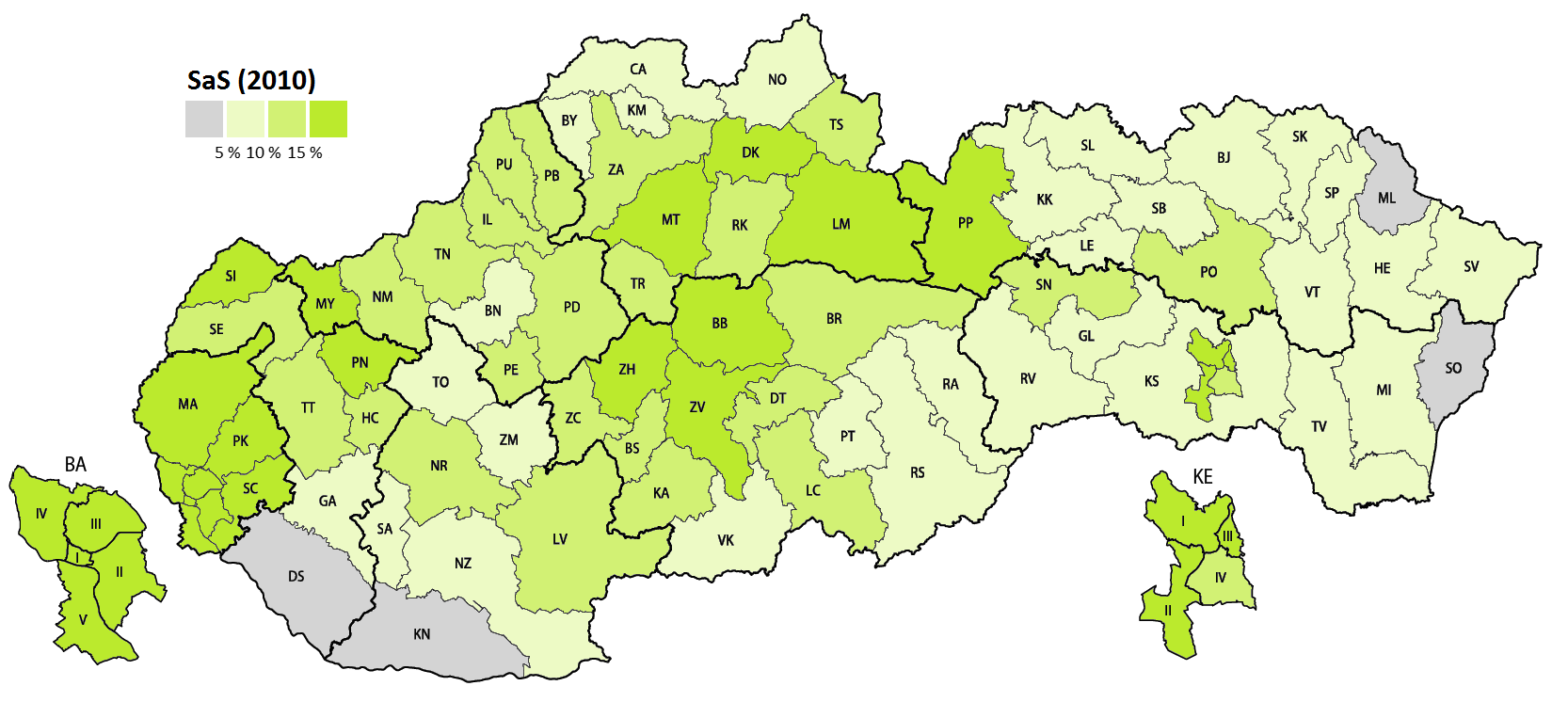
Az SaS által elért százalékos eredmény Szlovákia egyes járásaiban a 2010-es parlamenti választáson
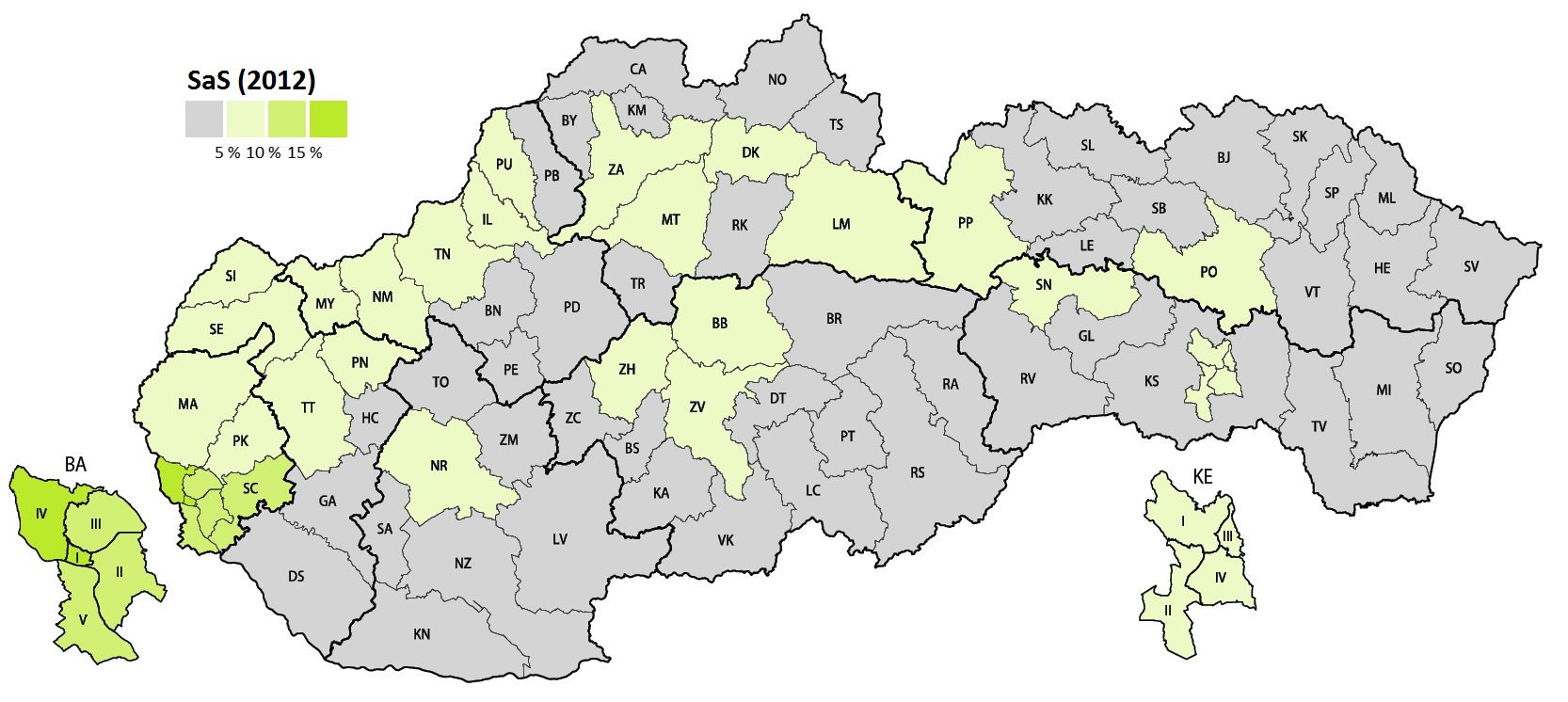
Az SaS által elért százalékos eredmény Szlovákia egyes járásaiban a 2012-es parlamenti választáson
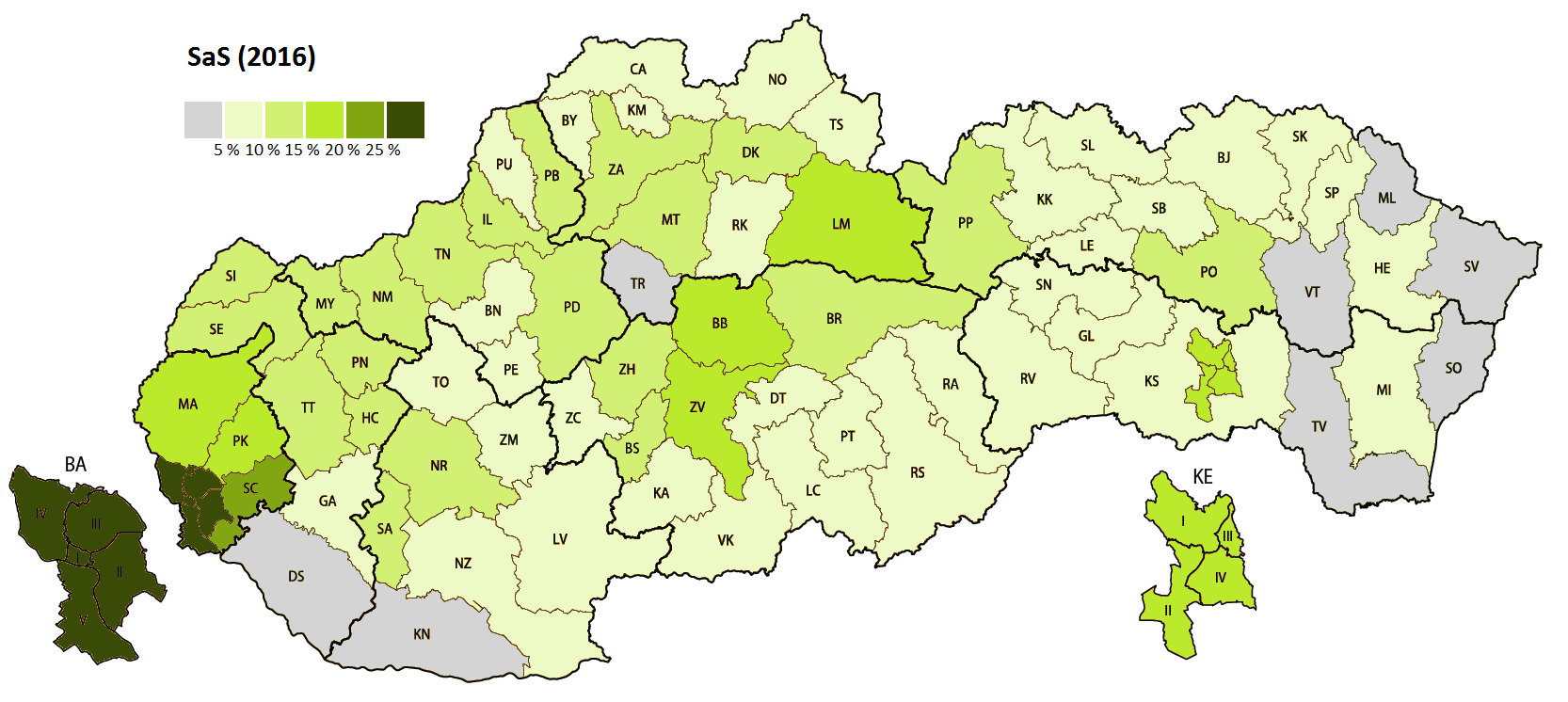
Az SaS által elért százalékos eredmény Szlovákia egyes járásaiban a 2016-os parlamenti választáson
Az SaS által elért százalékos eredmény Szlovákia egyes járásaiban a 2020-as parlamenti választáson
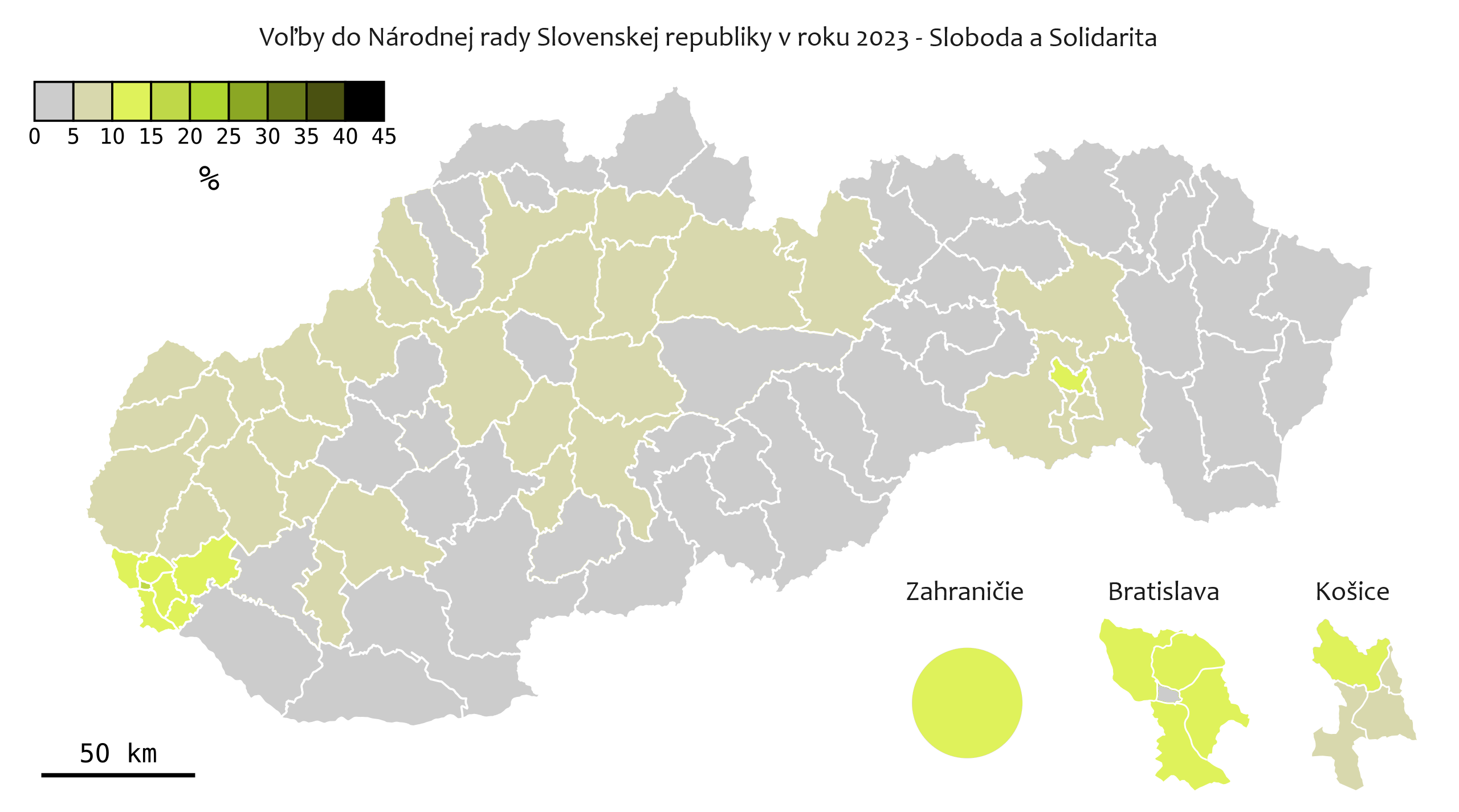
A SASKA által elért százalékos eredmény Szlovákia egyes járásaiban a 2023-as parlamenti választáson

### Európai parlamenti választások
| Választás | Szavazatok száma | Szavazatok aránya | Mandátumok száma | Európai parlamenti csoport                 |
| --------- | ---------------- | ----------------- | ---------------- | ------------------------------------------ |
| 2009-es   | 39 016           | 4,71%             | nem jutott be    | —                                          |
| 2014-es   | 37 376           | 6,67%             | 1                | Európai Konzervatívok és Reformisták (ECR) |
| 2019-es   | 94 839           | 9,62%             | 2                | Európai Konzervatívok és Reformisták (ECR) |
| 2024-es   | 72 703           | 4,92%             | nem jutott be    | —                                          |

## Külső hivatkozások
- Hivatalos honlap (szlovákul)
- Interjú Richard Sulíkkal – Index, 2010. június 15.